# Shuhei Kamimura
Shuhei Kamimura (上村 周平 Kamimura Shuhei?, Kumamoto, 15 de octubre de 1995) es un futbolista japonés que juega como centrocampista en el Roasso Kumamoto.

## Trayectoria

### Clubes
| Club                      | País  | Año   |
| ------------------------- | ----- | ----- |
| Roasso Kumamoto           | Japón | 2014- |
| J. League sub-22 (cedido) | Japón | 2014  |